# 埼玉短期大学
埼玉短期大学（日语：／ Saitama Tanki Daigaku *），简称埼短，是过去一所位于日本埼玉县加须市的私立短期大学。

## 概要

### 简介
- 学校最早可以追溯到1971年[1]。短期大学为于1989年开办[2]、由学校法人佐藤荣学园经营。招生到于2006年、停办于2008年[2]。为男女同校从开办。「人类是宝」为建学的精神。

### 历史
- 1989年 埼玉短期大学成立并同时设置三个学科、以下列举。
  - 日语学科
  - 英语学科
  - 信息处理学科
- 2002年 三个学科改名为、以下列举[2]。
  - 日语学科→日本文化传播学科[注 1]
  - 英语学科→国际传播学科[注 2]
  - 信息处理学科→信息媒体学科[注 3]
- 2006年 招生最后、次年停止招生（正式停办于2008年7月31日[2]）。

## 学校环境
- 校区：在了埼玉县加须市

## 历任校长
- 大石三四郎：第一代短期大学校长[3]。

## 组织

### 学科
- 日本文化传播学科[注 1]
- 国际传播学科[注 2]
- 信息媒体学科[注 3]

### 专科
| - 没有 |

### 业余课程
| - 没有 |

## 相关链接
- 日本短期大学列表